# NGC 3346
NGC 3346 ist eine Balken-Spiralgalaxie vom Hubble-Typ SBc im Sternbild Löwe auf der Ekliptik. Sie ist schätzungsweise 53 Millionen Lichtjahre von der Milchstraße entfernt und hat einen Durchmesser von etwa 45.000 Lj.

Im selben Himmelsareal befinden sich u. a. die Galaxien NGC 3357, IC 635, IC 637, IC 638.
Das Objekt wurde am 8. April 1784 von William Herschel mit einem 47,5-cm-Teleskop entdeckt.